# Corpo libero

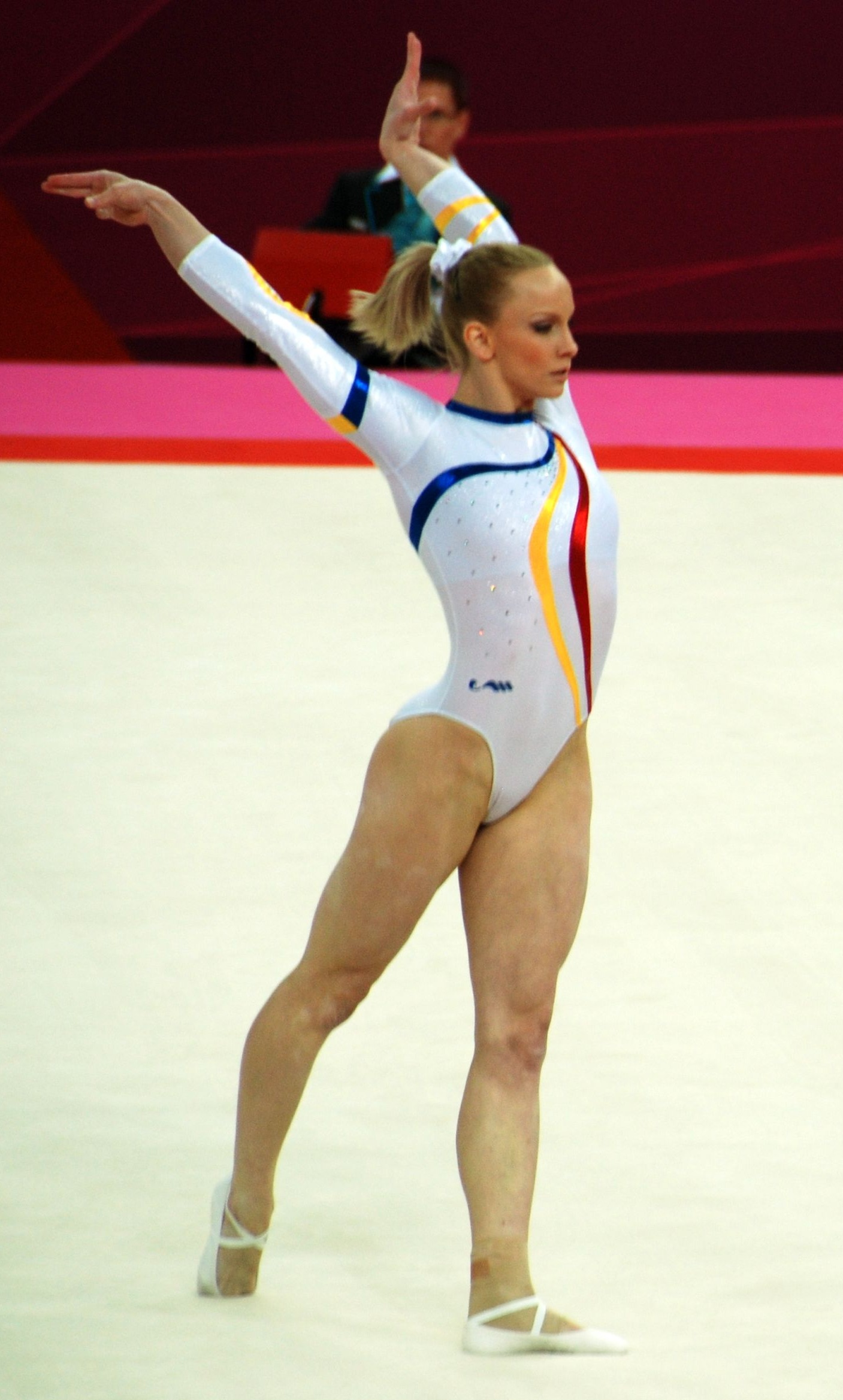
Sandra Izbașa durante l'esercizio di corpo libero alle Olimpiadi di Londra 2012.

Il corpo libero è una specialità della ginnastica artistica, sia maschile sia femminile.
Nelle competizioni internazionali, il corpo libero è spesso individuato dall'acronimo "FX", dalla corrispondente espressione inglese Floor Exercise (esercizio al suolo), specie nell'indicazione dei punteggi; si sta diffondendo anche nella lingua italiana la dizione "suolo", chiara traduzione dall'inglese Floor. Il corpo libero femminile è accompagnato da una colonna sonora che va a tempo con la coreografia e gli elementi della ginnasta 

## Descrizione
Il corpo libero maschile prevede una serie di esercizi privi di musica senza l'ausilio di strumenti specifici al di fuori del suolo, termine col quale si può alternativamente definire il corpo libero.
Per il corpo libero si ricorre all'uso di una pedana quadrata, o "quadrato", ampia 12x12 metri, con un metro di "sicurezza" intorno. Tale pedana consente un'amplificazione dello slancio e contemporaneamente un arrivo adeguato da salti ed evoluzioni. Tale disciplina richiede resistenza fisica e sviluppo dei muscoli degli arti tanto superiori quanto inferiori, nonché una base addominale necessaria a molte posizioni di forza resistente.
Il corpo libero femminile, sia nella disciplina Artistica che in quella Ritmica, si svolge su medesima pedana, con accompagnamento musicale che ne rende l'esercizio più difficile per la sincronia con il tempo musicale. Solo alcuni elementi sono in comune con l'Artistica maschile, mentre altri sono di competenza esclusivamente femminile, come gli intermezzi che le ginnaste tendono ad usare come riempimento tra gli esercizi per renderli armoniosi.

## Elementi principali

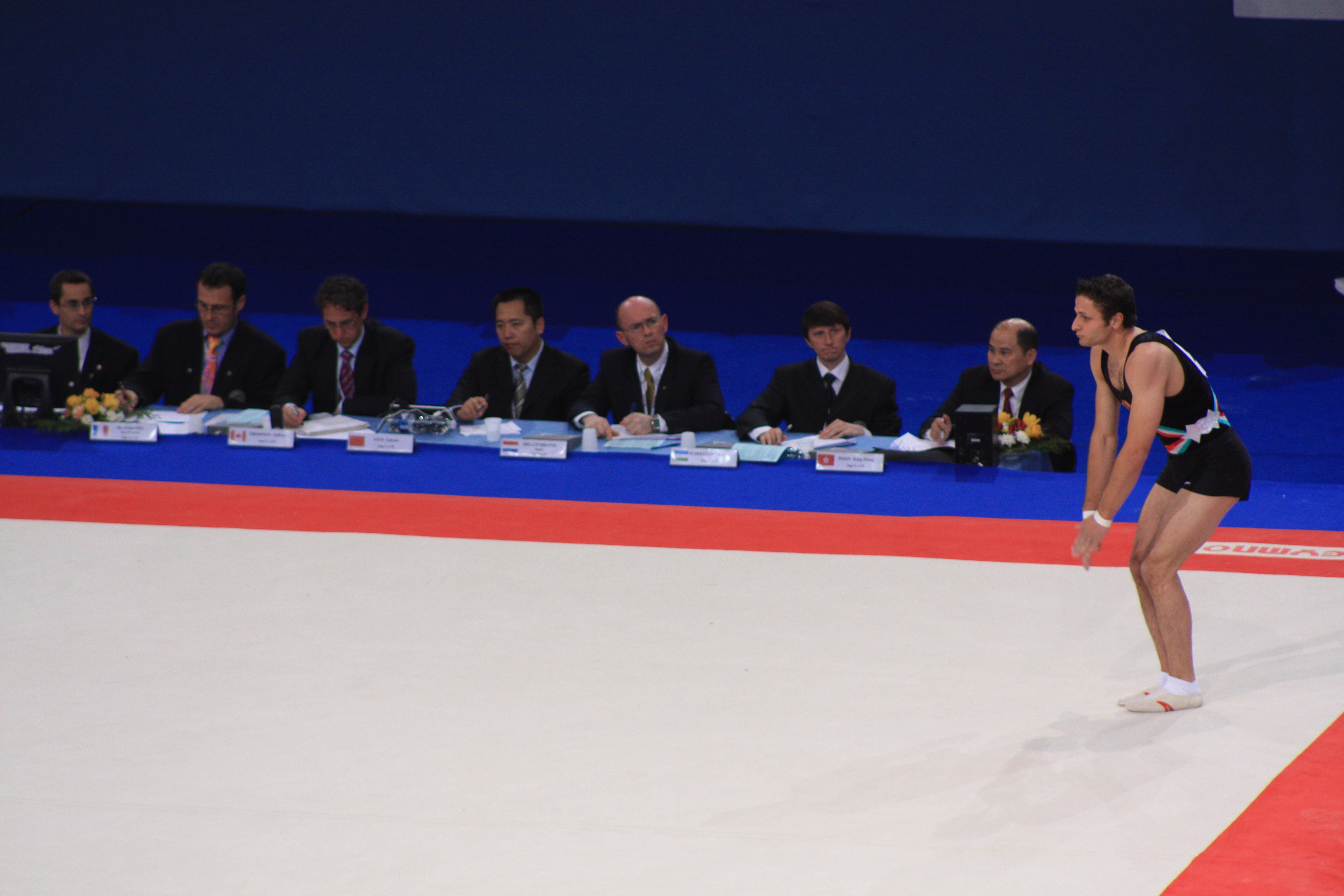
Un atleta si appresta ad eseguire una diagonale nel corso di un esercizio al corpo libero

Gli elementi si distinguono in artistici e acrobatici.
Alcuni elementi del corpo libero sono:
- Capovolta avanti: Il ginnasta piega le gambe e poggia le mani a terra, poi distendendo gli arti inferiori inizia il rotolamento per ritrovarsi in piedi. La testa non tocca il suolo ed il rotolamento deve essere eseguito dalla nuca sino alla zona lombare della colonna vertebrale.
- Capovolta indietro: Piegando le gambe ci si sbilancia indietro e dopo aver rotolato sulla schiena si poggiano le mani al terreno, appena sopra le spalle. La spinta delle braccia permetterà di finire il rotolamento e di ritrovarsi in piedi.
- Ruota: Si parte con un piede avanti e uno dietro e a braccia alte. Con un passo con il piede di stacco si fa ruotare il corpo e si appoggia prima una mano e poi l'altra e contemporaneamente si alza la gamba dietro. Si stacca da terra anche l'altra gamba (adesso devono divaricarsi) per portare il peso del corpo sulle braccia. Infine si scende dall'altro lato prima con una, poi con l'altra gamba. L'esecuzione esatta richiede che, partendo da una linea diritta che passa sotto entrambi i piedi, gli appoggi successivi siano tutti su quella linea. È molto facile da imparare ricordando una semplice sequenza: mano, mano, piede, piede.
- Verticale: Si parte come nella ruota ma qui non si fa ruotare il corpo. Ci si deve ritrovare a 90° col terreno (ma naturalmente con le mani appoggiate a terra)
- Rovesciata indietro: Si parte in piedi, con le braccia tese in alto e una gamba avanti (quella che viene più comoda). La ginnasta inarca indietro la schiena come per un ponte, poggia le mani per terra e, dandosi una spinta, getta indietro dapprima la gamba che aveva tenuto avanti, poi, mentre la prima gamba è circa in posizione orizzontale, spinge in su anche l'altra. Quando entrambe le gambe toccano terra ci si rialza.
- Rovesciata avanti: Si parte in piedi, con le braccia tese in alto. Si compie un passo avanti(più è ampio meglio è), e con la gamba che rimane indietro ci si dà una spinta come per salire in verticale. Con la stessa gamba, inarcando la schiena, si tocca terra dall'altra parte, e ci si rialza (togliendo le mani e raddrizzando la schiena fino a tornare in piedi) mentre la seconda gamba "segue" la prima.
- Ribaltata: Movimento dinamico che passa per la verticale e, dando una grande spinta con le spalle e gli arti superiori, ci si deve ritrovare in piedi con le braccia tese in alto, il dorso piatto e le gambe non si devono flettere prima dell'arrivo al suolo.
- Flic: Ci si dà una spinta con gli arti inferiori mentre gli arti superiori vengono slanciati per dietro alto, dalla stazione eretta si passa per la verticale (buttandosi indietro), poi subito dalla verticale con una spinta ci si deve ritrovare in piedi.
- Flic indietro: si parte a piedi pari si effettua la prima fase di volo spingendo con gli arti inferiori, si appoggiano le mani, si spinge rapidamente con gli arti superiori eseguendo un secondo volo con il corpo leggermente ad arco per arrivare al suolo in posizione eretta.
- Rondata: è come la ruota, ma circa a metà del movimento si uniscono le gambe per poi atterrare rivolti verso la direzione di partenza. Si usa spesso prima del flic, dato che alla fine di questo movimento si ha una forte spinta all'indietro.
- Presalto: Utilizzato prima di molti movimenti (come la rondata) è caratterizzato da un piccolo salto, solitamente in corsa, che si sviluppa in questo ordine: stacco a un piede (destro o sinistro, come viene più comodo) - appoggio dello stesso - appoggio dell'altro - appoggio delle mani - movimento (ruota, rondata, ribaltata...)
- Salto raccolto avanti: Effettuato di solito dopo una rincorsa, inizia con una battuta a piedi uniti, che è seguita da un raggruppamento in volo e da una rotazione in avanti fino al completamento di un intero giro. Poco prima del raggiungimento del terreno alla fine del salto ci si distende per arrivare in piedi.
- Salto raccolto indietro: Si può eseguire da fermi oppure dopo una rondata, ed è uguale a quello in avanti tranne appunto per il senso di rotazione. la spinta viene effettuata verso l'alto e la rotazione del corpo, che deve avvenire intorno alle spalle, viene data dal rapido avvicinamento delle ginocchia al petto.
- Salto del gatto: Questo salto si usa più che altro come coreografia o esercizio di collegamento, poiché e piuttosto semplice. Si può partire con la gamba che si preferisce: si fa un passo in avanti con una gamba, poi (iniziando con l'altra) si salta, alzando e piegando una gamba dopo l'altra. Durante il salto si portano in alto ambedue le braccia, che all'inizio e alla fine sono tese in fuori. Si può compiere questo salto, eventualmente, con una rotazione di 180 o 360 gradi.
- Tic Tac: Si esegue una rovesciata ma si rimane a ponte con una gamba su (Tic). Poi con la stessa gamba e senza poggiarla a terra si fa una rovesciata indietro (Tac).